# Hatchback

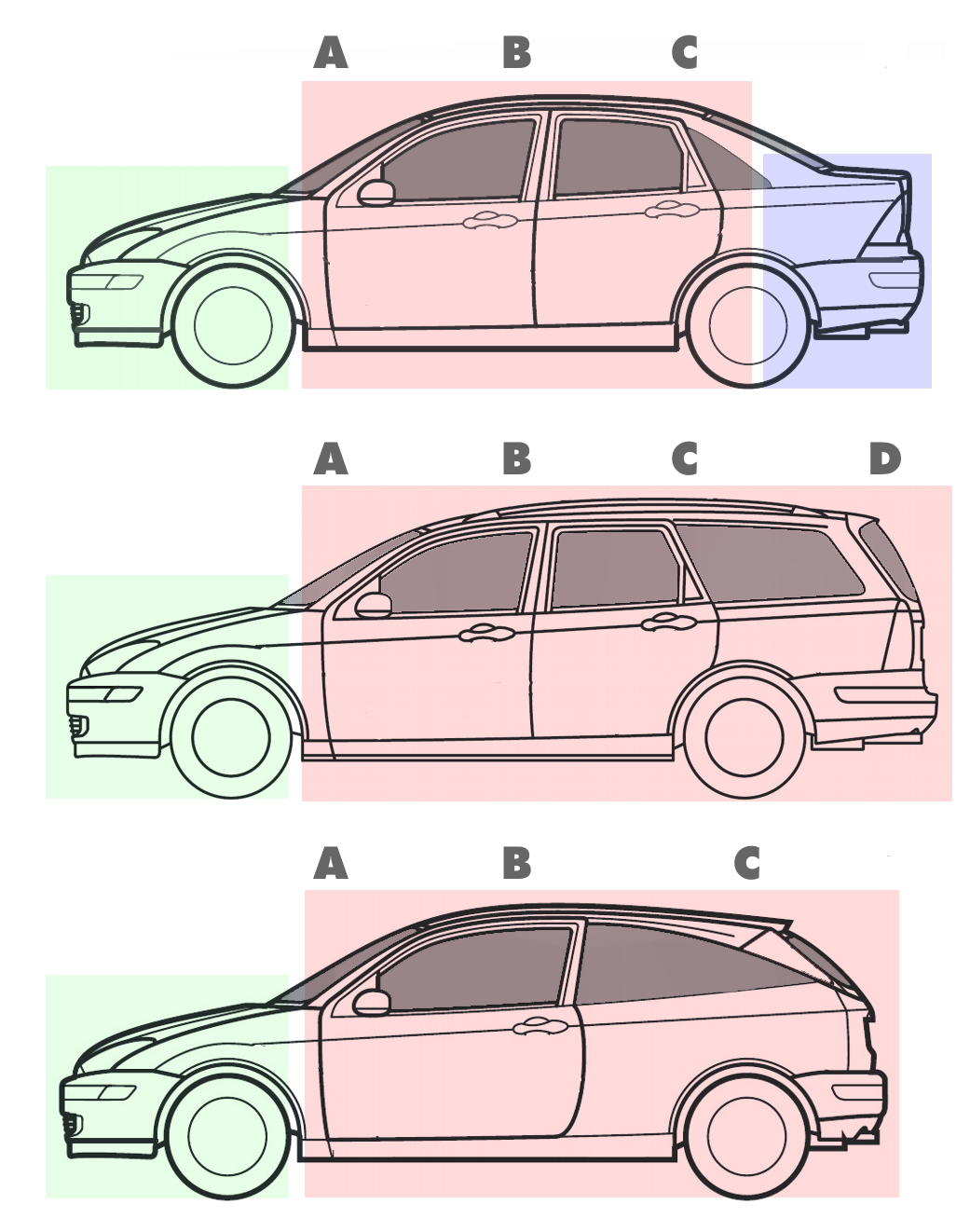
Typowe rozmieszczenie słupków nadwozia tego samego modelu (Ford Focus I) w wersjach: 3-bryłowy sedan, 2-bryłowe kombi oraz 2-bryłowy hatchback.

Hatchback – rodzaj nadwozia samochodowego z dodatkowymi drzwiami z tyłu pojazdu umożliwiającymi dostęp do przestrzeni bagażowej i pasażerskiej. W hatchbackach drugi rząd siedzeń może być składany, co pozwala na łatwe zwiększenie przestrzeni bagażowej. Spotykane są zarówno 2- jak i 3-bryłowe nadwozia typu hatchback. Tylna szyba bywa elementem pokrywy bagażnika, może być razem z nią podnoszona.
Mimo że pierwsze pojazdy z podobną konstrukcją nadwozia powstawały już w latach 30. XX wieku, określenie hatchback funkcjonuje według słownika Merriam-Webster od początku lat 70. Nadwozie typu hatchback wykorzystywane jest i było przez producentów z całego świata, m.in. w: samochodach miejskich, kompaktowych aż po pojazdy klasy średniej-wyższej.

## Przegląd

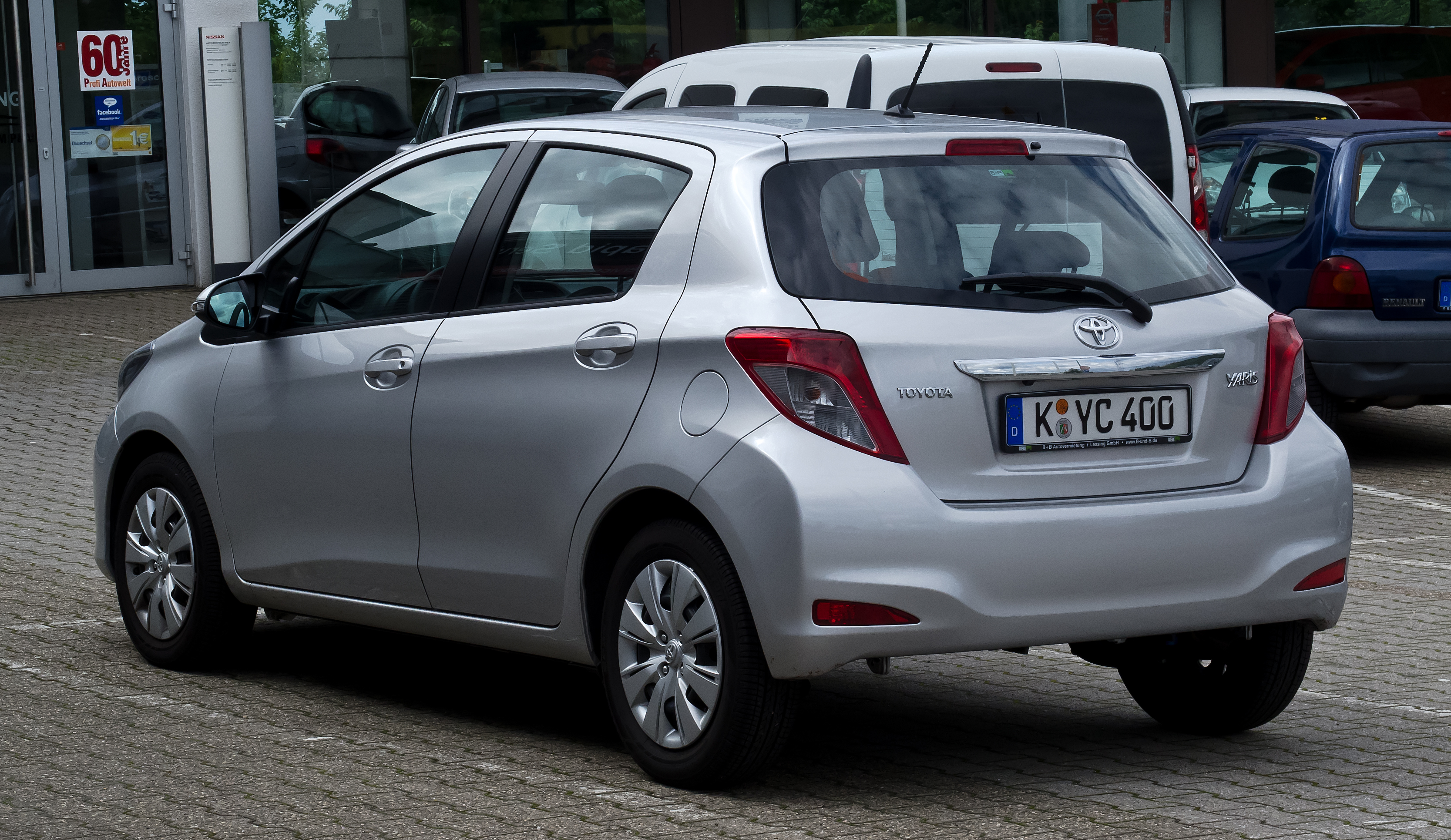
Toyota Yaris III Hatchback

Wśród hatchbacków wyróżnia się wersje 3-drzwiowe (para drzwi wejściowych i pokrywa bagażnika) oraz 5-drzwiowe (czworo drzwi + pokrywa bagażnika). Jeden model może być oferowany w wielu wersjach nadwoziowych, mają one zazwyczaj wspólną płytę podłogową, układ napędowy oraz nadwozie – od pasa przedniego do słupka A. Hatchbacki mogą być wyposażone w sztywną bądź podnoszoną razem z pokrywą bagażnika półkę oddzielającą przedział osobowy od bagażowego.

### Hatchback a kombi
Zarówno hatchbacki jak i kombi mają zazwyczaj 2-bryłowe nadwozia. W przypadku hatchbacków dostęp do przestrzeni bagażowej możliwy jest poprzez podnoszoną do góry pokrywę bagażnika, sam przedział bagażowy zawarty w jednej z brył nadwozia jest przedłużeniem kabiny pasażerskiej – inaczej niż w przypadku nadwozia typu sedan, gdzie stanowi osobną bryłę. Nadwozie typu kombi charakteryzuje się przedłużoną linią dachu, rozwiązanie to zwiększa dostępną przestrzeń bagażową, do której dostęp możliwy jest poprzez dodatkowe drzwi – otwierane w zależności od modelu na różne sposoby (np. unoszone do góry, zawiasy zamocowane na tylnych słupkach nadwozia itp.). Pozostałe elementy konstrukcyjne mogą się różnić w zależności od modelu:
Słupki nadwozia: zarówno hatchback, jak i kombi mają słupki A, B oraz C nadwozia, w kombi spotykane są częściej także słupki D.
Przestrzeń bagażowa: w przypadku kombi przestrzeń bagażowa, jak i pasażerska ma możliwie największą objętość, dodatkowo mogą występować okna boczne w przedziale bagażowym. Nadwozie typu kombi charakteryzuje się także częściej prostą linią dachu prowadzoną równolegle do podwozia aż po koniec pasa tylnego nadwozia – pozwala to na uzyskanie pełnowymiarowego przedziału bagażowego, w hatchbackach (a zwłaszcza w liftbackach) linia dachu za słupkami C bywa często prowadzona pod kątem, pokrywa bagażnika pochylona jest pod kątem ostrym w stosunku do tylnej krawędzi pojazdu. Zwis tylny jest zazwyczaj krótszy, w przedziale bagażowym stosuje się mniejsze okna, mogą one także w ogóle nie występować.
Układ siedzeń: w kombi spotyka się dwa lub trzy rzędy siedzeń, w przypadku hatchbacków jest to jeden (np. MGB GT) lub dwa rzędy.
Tylne zawieszenie: w kombi bywa używana zmodyfikowana i wzmocniona konstrukcja zawieszenia, zabieg ten stosowany jest w celu zwiększenia ładowności, jak i zwiększenia przestrzeni bagażowej.
Według Dana Neila, dziennikarza motoryzacyjnego „New York Times”, granicę pomiędzy hatchbackiem a kombi wyznacza kąt pomiędzy tylną krawędzią pojazdu a klapą bagażnika; w przypadku kombi jest to kąt prosty.

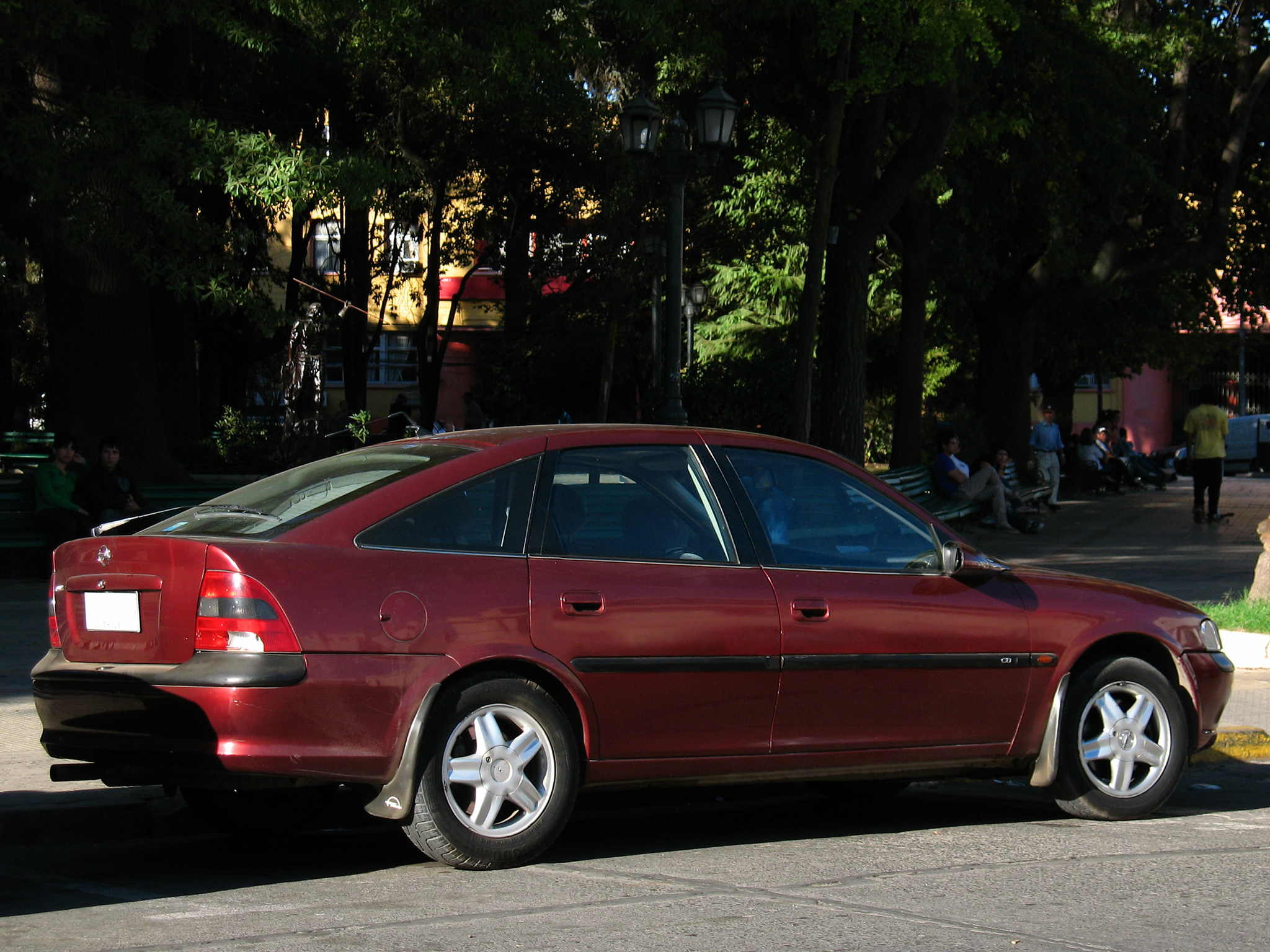
Liftback – Opel Vectra B

### Liftback
Termin liftback jest marketingowym określeniem nadwozia typu hatchback, dostęp do przedziału bagażowego i pasażerskiego odbywa się w ten sam sposób. W porównaniu z hatchbackiem, pokrywa bagażnika liftbacka jest zazwyczaj dłuższa, jej linia prowadzona jest pod mniejszym kątem.

## Pierwsze konstrukcje

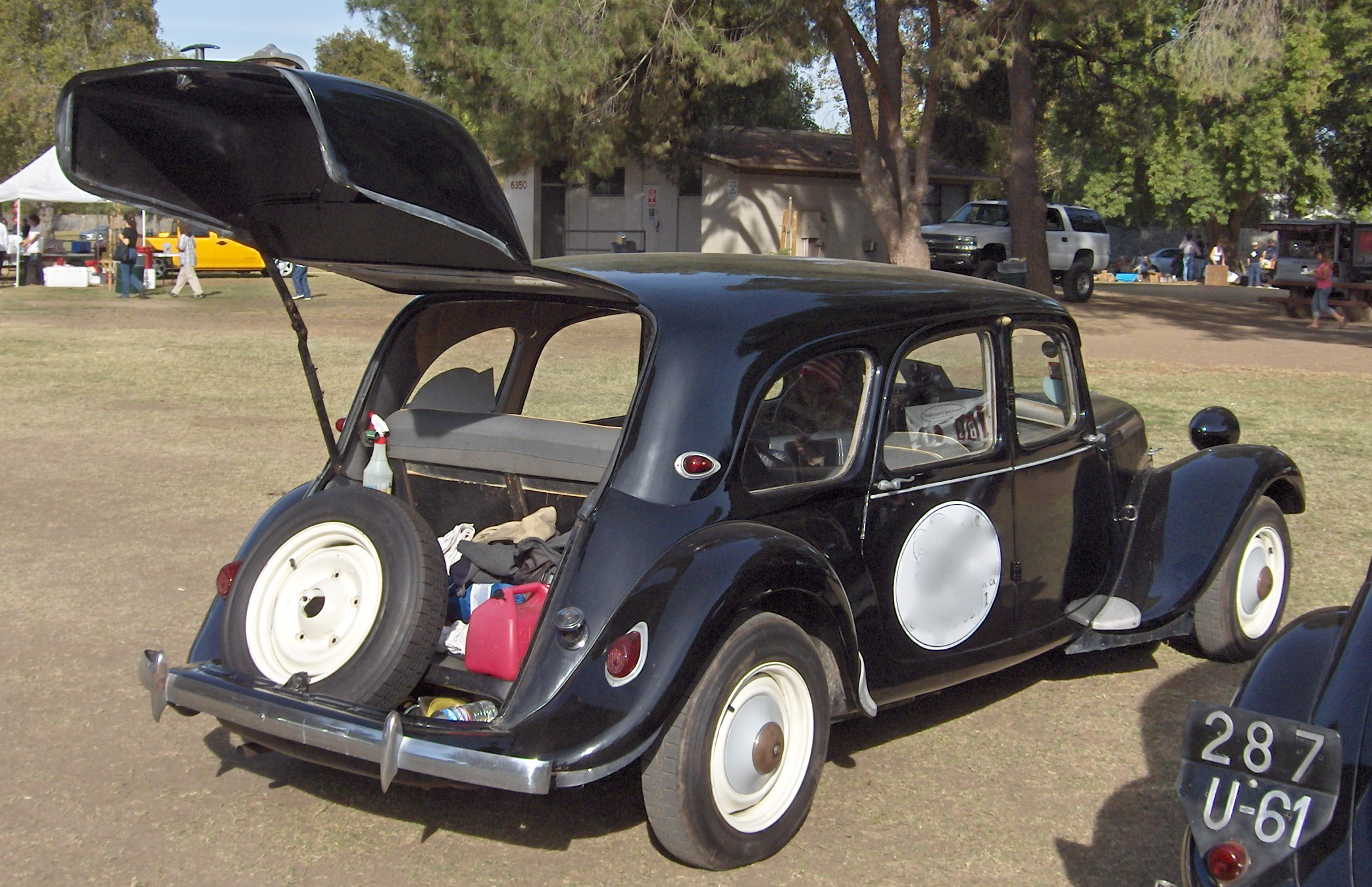
Citroën Traction Avant c.1954

W 1938 roku Citroën wprowadził na rynek model Traction Avant Commerciale, początkowo dostępny był z 2-częściową dzieloną pokrywą bagażnika, a od 1954 z jednoczęściową mocowaną przy użyciu zawiasów na krawędzi dachu.
W roku 1946 DeSoto wprowadziło na rynek model Suburban, był to pełnowymiarowy sedan z tradycyjną pokrywą bagażnika zamocowaną poniżej linii tylnego okna, przedział bagażowy połączony był jednak z przedziałem pasażerskim, dzięki płaskiej podłodze bagażnika i składanym tylnym rzędzie siedzeń uzyskano funkcjonalność hatchbacka.
Trzy lata później, w 1949 roku, Kaiser-Frazer wprowadził na rynek modele Vagabond i Traveler. Wyglądem nadwozia przypominały one współczesne im sedany, zastosowano w nich jednak niespotykaną wówczas dzieloną klapę bagażnika, składane tylne siedzenia oraz, w efekcie, brak osobnego przedziału bagażowego.

## Rozkwit popularności

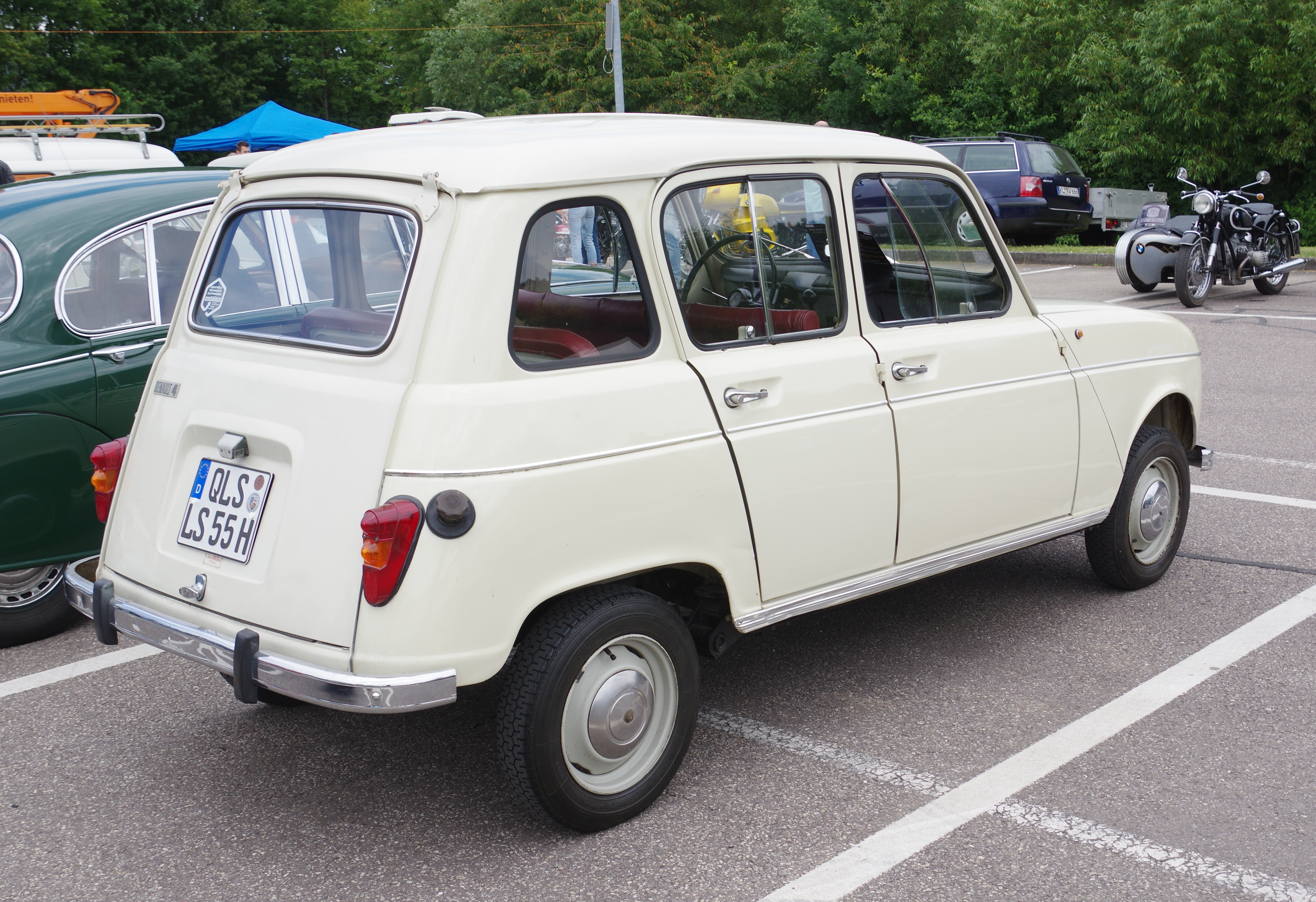
Renault 4, pierwszy masowo sprzedawany hatchback, który osiągnął sukces rynkowy

### Europa

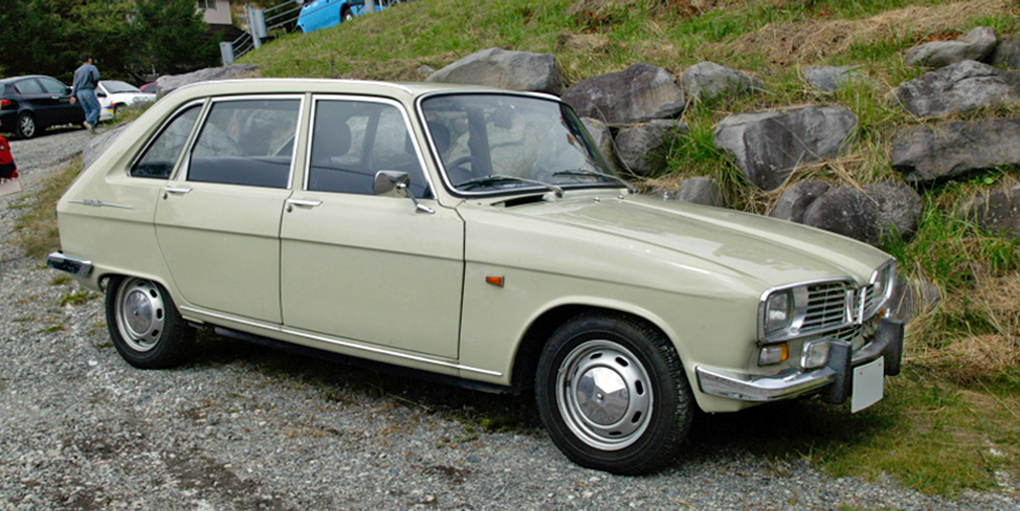
Renault 16, samochód, który spopularyzował nadwozie typu hatchback w segmencie samochodów kompaktowych

W 1961 firma Renault wprowadziła na rynek samochód Renault 4, mały pojazd, w którym tylne okno znajdowało się w klapie bagażnika, której zawiasy umieszczone były na krawędzi dachu. Przez cały okres produkcji R4 określano jako małe kombi – nawet po tym, jak w latach 70. zaczął funkcjonować termin hatchback. W 1964 roku należąca do Fiata firma Autobianchi wprowadziła na rynek model Primula hatchback. Rok później, w 1965, Renault zaprezentowało model 16, kompaktowy samochód ze składaną tylną kanapą.
Także w 1965 rozpoczęto produkcję MGB-GT. Nadwozie zostało zaprojektowane przez Pininfarinę, był to pierwszy produkowany seryjnie sportowy samochód z nadwoziem tego typu. W 1972 roku na rynku pojawiły się Fiat 127 i Renault 5. Także w latach 70. powstały samochody klasy średniej-wyższej z nadwoziem hatchback takie jak: Rover SD1, Renault 30 czy też Saab 900.
Na przełomie lat 70. i 80. większość producentów samochodów miejskich i kompaktowych miała już w swojej ofercie modele z nadwoziem typu hatchback; w 1978 zadebiutował Fiat Ritmo/Strada i FSO Polonez, w 1979 Citroën GSA, Lancia Delta i Opel Kadett, rok później – Ford Escort i Austin Metro. W 1983 roku wprowadzono na rynek Fiata Uno, który rok później zdobył tytuł Europejskiego Samochodu Roku.

### Ameryka Północna
W 1970 roku American Motors Corporation (AMC) rozpoczęło sprzedaż modelu Gremlin z nadwoziem typu hatchback (Kammback). Pojazd oparty był na płycie podłogowej modelu Hornet, jednakże przez zastosowanie ściętego tyłu w nadwoziu hatchback długość nadwozia zmalała z 4500 do 4100 mm. Od modelu na rok 1973 dostępna była także wersja hatchback większego modelu Hornet. Dzięki nowemu nadwoziu i składanej tylnej kanapie możliwe było ponad dwukrotne zwiększenie przestrzeni bagażowej, z tego powodu Hornet został określony pierwszym kompaktowym hatchbackiem produkowanym przez amerykańskiego producenta. Samochód mógł zostać opcjonalnie doposażony w zestaw biwakowy „Hornet Hutch”, który zmieniał pojazd w mini-kampera.

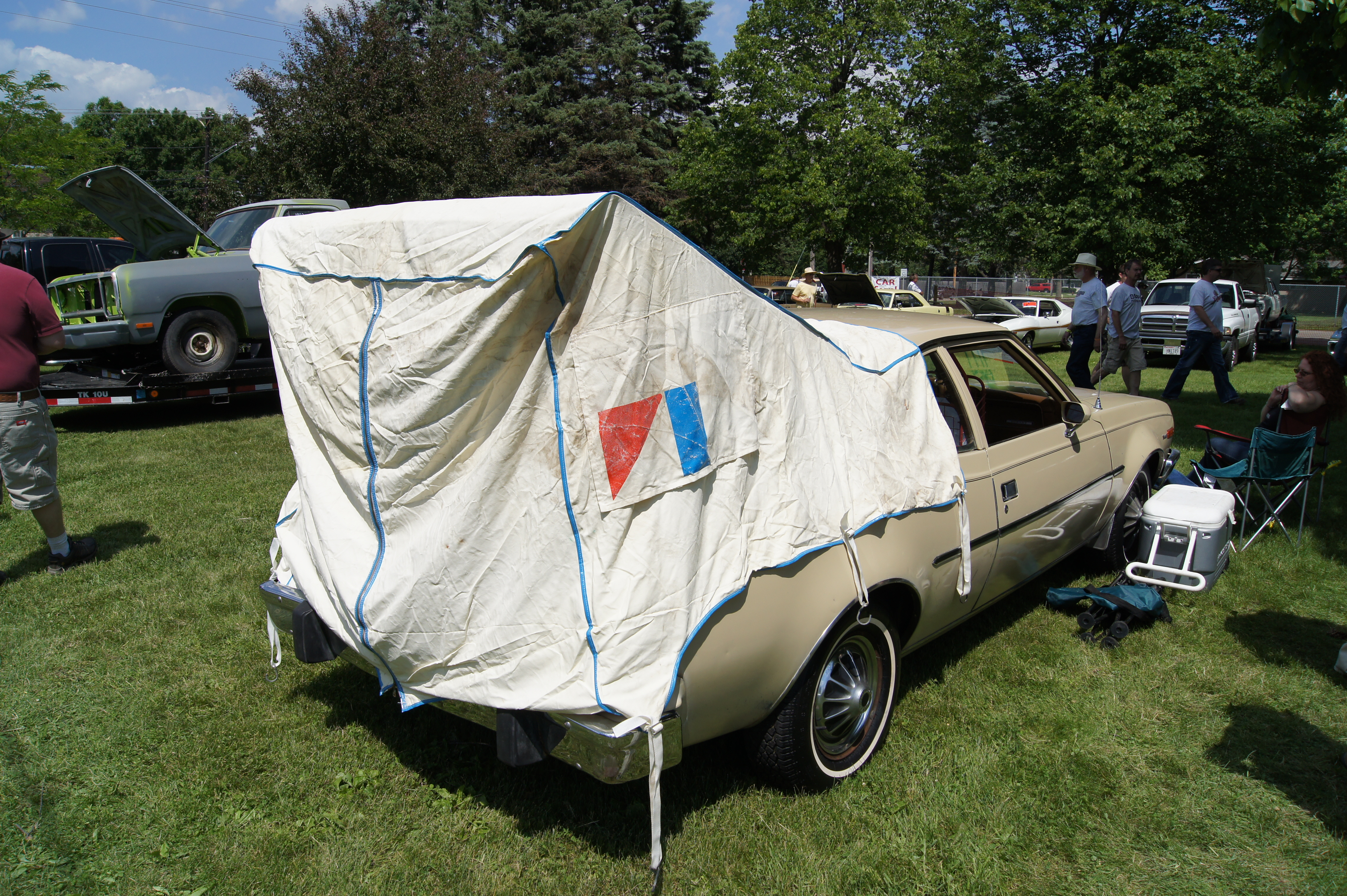
AMC Hornet hatchback z zestawem „Hornet Hutch”

W 1975 roku wprowadzony został na rynek kolejny model z nadwoziem typu hatchback – Pacer. Trzy lata później, w 1978 nadwozie hatchback otrzymała rodzina modeli Concord. W 1979 pojawił się AMC Spirit, następca modelu Gremlin, dostępny początkowo w dwóch wersjach nadwozia, hatchback „sedan” oraz „liftback” (obie z pokrywą bagażnika charakterystyczną dla hatchbacków).
W 1978 roku Chrysler Corporation wprowadził na rynek dwa hatchbacki, Dodge’a Omni i Plymoutha Horizon.